# Crenicichla labrina
Crenicichla labrina es una especie de peces Perciformes de la familia Cichlidae.

## Morfología
Los machos pueden llegar alcanzar los 16 cm de longitud total.

## Distribución geográfica
Se encuentran en Sudamérica: cuenca del río Amazonas.